# Titania Medien
Titania Medien ist das Hörspiel-Label des Produzenten-Teams Stephan Bosenius und Marc Gruppe. Das Label produziert Hörspiele für Erwachsene sowie Hörspielbearbeitungen von Grusel-, Krimi- und Jugendromanen und von Märchen.

## Entstehungsgeschichte
Auslösender Faktor für die Gründung des Labels war 2002 eine im Rahmen einer Theateraufführung stattgefundene Begegnung mit der Hörspielsprecherin und Regisseurin Dagmar von Kurmin, aus der eine dauerhafte Zusammenarbeit entstand. Im August 2003 kam mit der Produktion Edgar Wallace – Das indische Tuch das erste Hörspiel des Labels auf den Markt. Dagmar von Kurmin in der Hauptrolle gewann auf Anhieb den nicht-kommerziellen Hörspielpreis der Internet-Hörspiel-Fan-Community Hörspiel-Award als beste Sprecherin. Unter der Rubrik Krimi-Klassiker erschienen zunächst insgesamt fünf Hörspiele, darunter die Sherlock-Holmes-Vertonungen Das Zeichen der Vier, Der Vampir von Sussex – das gefleckte Band, Der Fall Milverton – Der Teufelsfuß sowie die Folge Edgar Wallace – Die blaue Hand. Außerdem wurde mit der Charles-Dickens-Adaption Fröhliche Weihnachten Mr. Scrooge die Reihe Titania Special gestartet.

## Programm
Die Reihe mit den meisten Folgen ist Gruselkabinett, in der Werke der literarischen Schauerromantik bearbeitet werden. Das WDR-TV-Magazin west.art bezeichnete Titania Medien daher als „Die Könige der vertonten Schauermärchen“. Außerdem produziert das Label die Reihe Sherlock Holmes (nach Arthur Conan Doyle) bzw. Sherlock Holmes – Die geheimen Fälle des Meisterdetektivs mit neuen Fällen, die teilweise auf wahren Begebenheiten beruhen.
Seit 2008 erschien die 20-teilige Hörspiel-Serie Anne auf Green Gables, basierend auf den Romanen von Lucy Maud Montgomery mit Marie Bierstedt in der Hauptrolle. Anne auf Green Gables wurde bereits im ersten Jahr des Erscheinens mit 8 Gold-Hörspiel-Awards und auch dem Ohrkanus ausgezeichnet.
Im Jahr 2021 starteten Marc Gruppe und Stephan Bosenius die Reihe Grimms Märchen. Seit 2004 erscheint regelmäßig eine Vertonung bekannter Kinder- und Jugend-Literatur in der Reihe Titania Special. Außerdem veröffentlichte das Label die Märchensammlung Träumereien an französischen Kaminen als Hörbuch.
| Jahr       | Titel                                                     | Folgen |
| ---------- | --------------------------------------------------------- | ------ |
| 2004–heute | Gruselkabinett                                            | 188+   |
| 2004–2006  | Krimi Klassiker                                           | 5      |
| 2004–heute | Titania Special                                           | 18+    |
| 2008–2010  | Anne auf Green Gables                                     | 20     |
| 2011–heute | Sherlock Holmes – Die geheimen Fälle des Meisterdetektivs | 63+    |
| 2021–heute | Grimms Märchen                                            | 16+    |

## Auszeichnungen
Hörkules
- 2021: 1. Platz für Gruselkabinett 156: Krabat[5]